# 1969 في جمهورية أيرلندا
فيما يلي قوائم الأحداث التي وقعت خلال عام 1969 في جمهورية أيرلندا.

## سياسة

### تعيين في المنصب
- 2 يوليو – أرسكين تشايلدرز هاميلتون وزير الصحة [الإنجليزية]‏، نائب دييل، تانيست.
- 2 يوليو – بادريج فولكنر نائب دييل، وزير التربية والمهارات [الإنجليزية]‏.
- 2 يوليو – تشارلز هوهي نائب دييل.
- 2 يوليو – توم هيجينز نائب دييل.
- 2 يوليو – توماس فيتزباتريك نائب دييل.
- 2 يوليو – جاريت فيتزجيرالد نائب دييل.
- 2 يوليو – جاك لينش نائب دييل.
- 2 يوليو – جون أوكونيل نائب دييل.
- 2 يوليو – جون بروتون نائب دييل.
- 2 يوليو – دينيس جونز نائب دييل.
- 2 يوليو – شون تريسي نائب دييل.
- 2 يوليو – شيموس باتيسون نائب دييل.
- 2 يوليو – فرانك ايكن نائب دييل.
- 2 يوليو – مايكل أوليري نائب دييل.
- 2 يوليو – مايكل سميث نائب دييل.
- 2 يوليو – مايكل كينيدي نائب دييل.
- 5 نوفمبر – ماري روبنسون عضو مجلس الشيوخ من أيرلندا.

### انتهاء فترة المنصب
- 21 مايو – أرسكين تشايلدرز هاميلتون نائب دييل.
- 21 مايو – باتريك هوجان نائب دييل.
- 21 مايو – بادريج فولكنر نائب دييل،Minister for the Environment, Climate and Communications [الإنجليزية]‏.
- 21 مايو – تشارلز هوهي نائب دييل.
- 21 مايو – توم هيجينز نائب دييل.
- 21 مايو – توماس فيتزباتريك نائب دييل.
- 21 مايو – جاك لينش نائب دييل.
- 21 مايو – جون أ كوستيلو نائب دييل.
- 21 مايو – جون أوكونيل نائب دييل.
- 21 مايو – جيمس ديلون نائب دييل.
- 21 مايو – دينيس جونز نائب دييل.
- 21 مايو – شون تريسي نائب دييل.
- 21 مايو – شيموس باتيسون نائب دييل.
- 21 مايو – فرانك ايكن نائب دييل،وزير الخارجية والتجارة [الإنجليزية]‏، تانيست.
- 21 مايو – مايكل أوليري نائب دييل.
- 18 يونيو – جاريت فيتزجيرالد عضو مجلس الشيوخ من أيرلندا.

## مواليد

### يناير
- 1 يناير – انجيلين بول ممثلة أيرلندية.
- 19 يناير – ستيف ستاونتون لاعب كرة قدم أيرلندي.

### سبتمبر
- 17 سبتمبر – كين دوهرتي لاعب سنوكر أيرلندي.

### نوفمبر
- 10 نوفمبر – ديردري جوجارتي ملاكمة أيرلندية.

### ديسمبر
- 16 ديسمبر – ميشيل سميث سبّاحة أيرلندية.

## وفيات

### يناير
- 24 يناير – باتريك هوجان (مواليد 1886) سياسي أيرلندي.

### أغسطس
- 21 أغسطس – أليس بيري (مواليد 1885) مهندسة أيرلندية.